# Anochetus mixtus
Anochetus mixtus är en myrart som beskrevs av Alexander G. Radchenko 1993. Anochetus mixtus ingår i släktet Anochetus och familjen myror. Inga underarter finns listade i Catalogue of Life.